# Metaleptyphantes
Metaleptyphantes là một chi nhện trong họ Linyphiidae.